# Jean III (pape)
Pour les articles homonymes, voir Jean III.
Jean III, né Catelinus, est le 61e pape de l'Église catholique et évêque de Rome, du 17 juillet 561 jusqu'à sa mort le 13 juillet 574.

## Contexte
Les Lombards, venus de Pannonie et appartenant à la secte arienne, sont descendus en Italie en 568 sous la direction d'Alboïn, conquérant rapidement toutes les villes de l'Italie du Nord, puis de l'intérieur, tandis que les Byzantins conservaient la possession des côtes. En 572, Alboïn est assassiné par un complot ourdi par son épouse Rosemonde. La mort de son successeur Cleph en 574 est suivie d'une décennie de grande anarchie, au cours de laquelle plus de trente duc lombards se disputent le pouvoir sur l'Italie.
La période est très sombre pour l'Église catholique ; de nombreux chrétiens sont martyrisés, le monastère de Mont-Cassin est détruit, de nombreuses églises sont saccagées.

## Biographie

### Famille
Catelinus naît à Rome dans une famille éminente. Son père, Anastase, est un vir illustris, un membre de haut rang du Sénat romain, et gouverneur de province. Il est peut-être identifié au sous-diacre Jean qui a rassemblé des extraits des Pères de l'Église et a achevé la traduction du Vitae Patrum en latin que le pape Pélage Ier avait commencée.
Également mentionné sous le nom de Catelinus ou Catelino, il n'est pas clair s'il s'agit de son nom de famille, d'un surnom ou de son vrai nom ; dans ce dernier cas, il serait le deuxième pape à avoir adopté un nom différent de celui d'origine, après le pape Jean II.
On ne connaît pas l'année de sa naissance.

### Pontificat
Bien que son règne ait duré près de treize ans, on sait très peu de choses sur son pontificat. Il se déroule pendant les temps troublés de l'invasion lombarde, et pratiquement tous les documents de son règne ont disparu. Les informations le concernant ont été transmises par le pape Grégoire Ier, alors diacre. Il semblerait, toutefois, qu'il soit un pontife magnanime, zélé pour le bien être du peuple. Une inscription du XVe siècle est encore visible qui déclare que « dans les situations les plus difficiles il savait se montrer généreux, et ne craignait pas de se voir écrasé dans un monde qui tombait en ruines ».
Catelinus est élu pour succéder à Pélage Ier. Comme il faut attendre la confirmation de son élection par l'empereur byzantin, bien qu'il soit très proche de la cour byzantine, Jean doit attendre quatre mois pour que l'empereur romain d'Orient Justinien Ier confirme son élection. Il est consacré pape le 17 juillet 561 et prend le nom de Jean lors de son accession à la papauté.
Il doit maintenir une difficile politique d'équilibre entre Lombards et Byzantins pour pouvoir sauvegarder l'Église en Italie et éviter que Rome ne soit asphyxiée par la pauvreté et la maladie.
Le pontificat de Jean est caractérisé par deux événements majeurs sur lesquels il n'a aucun contrôle : la mort de l'empereur Justinien Ier en 565, après quoi l'Empire romain d'Orient détourne son attention de Rome et du reste de l'Italie vers les problèmes urgents des Balkans, des Avars, des Perses et des Arabes, et l'invasion lombarde de l'Italie, qui commence en 568, lorsque le nouvel empereur Justin II destitue l'exarque Narsès, affaiblissant le front byzantin. Les Lombards menacent la survie de Rome elle-même, l'assiégeant à plusieurs reprises. Cette invasion réintroduit la croyance arienne, ce qui menace la prédominance du catholicisme.

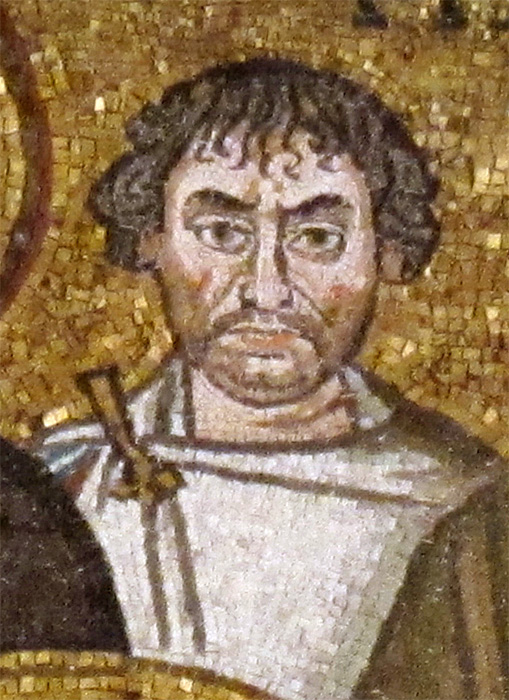
Homme traditionnellement identifié comme Narsès, sur une mosaïque de la basilique Saint-Vital de Ravenne représentant Justinien Ier et son entourage.

Ses actes les plus importants sont liés au grand général Narsès, mais le Liber Pontificalis reste énigmatique à leur sujet. Alors que les Lombards affluent vers l'Italie méridionale, le nouveau gouverneur Longinus demeure impuissant à Ravenne, incapable de les arrêter. Pour protéger Rome, déjà assiégée par le duc Faroald Ier de Spolète en 573, Jean III, comme le rapporte le Liber Pontificalis, doit se rendre à Naples pour demander l'aide de l'exarque byzantin Narsès, qui s'apprête à retourner dans la capitale impériale Constantinople, pour le supplier de reprendre le commandement alors qu'il est le seul homme capable de résister aux barbares. Comme il n'y a plus d'armée byzantine à Rome, son rôle de sauveur de la ville est plutôt limité, mais apparemment, sa présence suffit à empêcher que la situation ne dégénère et que la ville ne devienne lombarde. Narsès avait été rappelé par le nouvel empereur Justin II, en réponse aux demandes italiennes concernant sa fiscalité oppressive. Il est tout à fait possible que ce soit Narsès lui-même qui, à l'automne, ait appelé les Lombards à fondre sur l'Italie, mais il est plus probable que c'est en apprenant qu'il a été rappelé qu'ils envahissent le pays. Narsès accepte et revient avec Jean à Rome en 571, où il s'établit. Cependant, la haine populaire envers lui s'étend ensuite à Jean du fait qu'il l'ai invité à revenir. Ces troubles atteignent une telle ampleur que le pape est contraint de se retirer de Rome et de s'installer dans les catacombes de Prætextatu le long de la voie Appienne, à trois kilomètres de la ville, où il reste pendant de longs mois. Il y exerce ses fonctions, notamment la consécration des évêques.
Jean III confirme les résolutions du deuxième concile de Constantinople et les défend avec beaucoup de zèle. L'invasion lombarde facilite la fin du schisme des Trois Chapitres entre les Églises d'Occident et Rome : en 572, le schisme avec le diocèse de Milan, survenu sous le pontificat de Pélage Ier, est finalement résolu, le nouvel évêque de Milan retourne à la communion et signe la condamnation des Trois Chapitres ; les rapports avec l'épiscopat d'Afrique du Nord reprennent ; seul le schisme avec l'Église d'Aquilée persiste.
À la mort de Narsès, vers 572, Jean revient au palais du Latran. Son séjour dans les catacombes lui a donné un grand intérêt pour elles. Il les fait restaurer et agrandir, et ordonne qu'à Rome, le pain, le vin et les bougies, nécessaires à la célébration des messes, soient fournis par la basilique Saint-Jean-de-Latran.
Parmi les rares informations concernant Jean III figure également l'épisode des deux évêques de Gaule, Salonius d'Embrun et Sagittaire de Gap. Dès qu'ils obtiennent leur ordination épiscopale, les deux évêques commencent à se comporter de manière violente, commettant des abus et des crimes contre la population. Après un soulèvement populaire provoqué par leur attitude, un concile est convoqué à Lyon en 567, au cours duquel ils sont tous deux destitués. Forts du fait que le roi Franc Gontran de Bourgogne ne leur est pas totalement hostile, ils font appel à Jean III pour demander la révocation de leur destitution. Le pape, convaincu par leur profession d'innocence et par les lettres en leur faveur du roi Gontran, ordonne leur réhabilitation. Cependant, comme ils persistent dans leur conduite, un nouveau concile, convoqué à Chalon-sur-Saône en 579, les condamne définitivement ; le roi ordonne qu'ils soient tous deux enfermés dans un monastère sans contact avec le monde extérieur,.
Le 22 septembre 569, le pape accorde à Pierre, évêque de Ravenne, l'usage du pallium et confirme tous les privilèges de l'église de Ravenne.
Il achève la construction de la basilique des Saints Philippe et Jacques (qui deviendra plus tard la basilique des Saints-Apôtres de Rome), commencée par Pélage pour célébrer la victoire de Narsès sur les Goths, et l'élève au titre cardinalice.
Le Liber Pontificalis indique qu'il est mort le 13 juillet 574 ; il est remplacé par Benoît Ier. Il est enterré à Saint-Pierre.